# Dorte Futtrup
Dorte Futtrup (født 1948) er en dansk fortæller. – formidler af den gamle mundtlige fortælletradition uden brug af bog eller manuskript.
I sit repertoire har hun bl.a. Hustruen – en fortælling om Margrete ud fra Jan Kjærstads romantrilogi: Forføreren, Erobreren og Opdageren